# Wilhelm von Knyphausen
Wilhelm zu Innhausen und Knyphausen (4 listopada 1716, Lütetsburg (Fryzja Wschodnia) - 7 grudnia 1800, Kassel) – heski generał walczący po stronie brytyjskiej w amerykańskiej wojnie o niepodległość.
Od 1734 oficer w najemnej armii landgrafstwa Hesji-Kassel. Opuścił dla niej armie pruską, przez co utracił sympatię Fryderyka Wielkiego.
W 1776 wyruszył do Ameryki by walczyć przeciw kolonistom. Zasłużył się w wielu starciach takich jak: bitwa o Fort Washington (16 XI 1776) i bitwa pod Germantown (4 października 1777).
W 1777 zastąpił generała Heistera jako głównodowodzącego najemnej armii Hesji-Kassel w Ameryce Północnej.